# Madagascar (navire)
Ne doit pas être confondu avec HMS Madagascar. Pour les autres articles homonymes, voir Madagascar (homonymie).

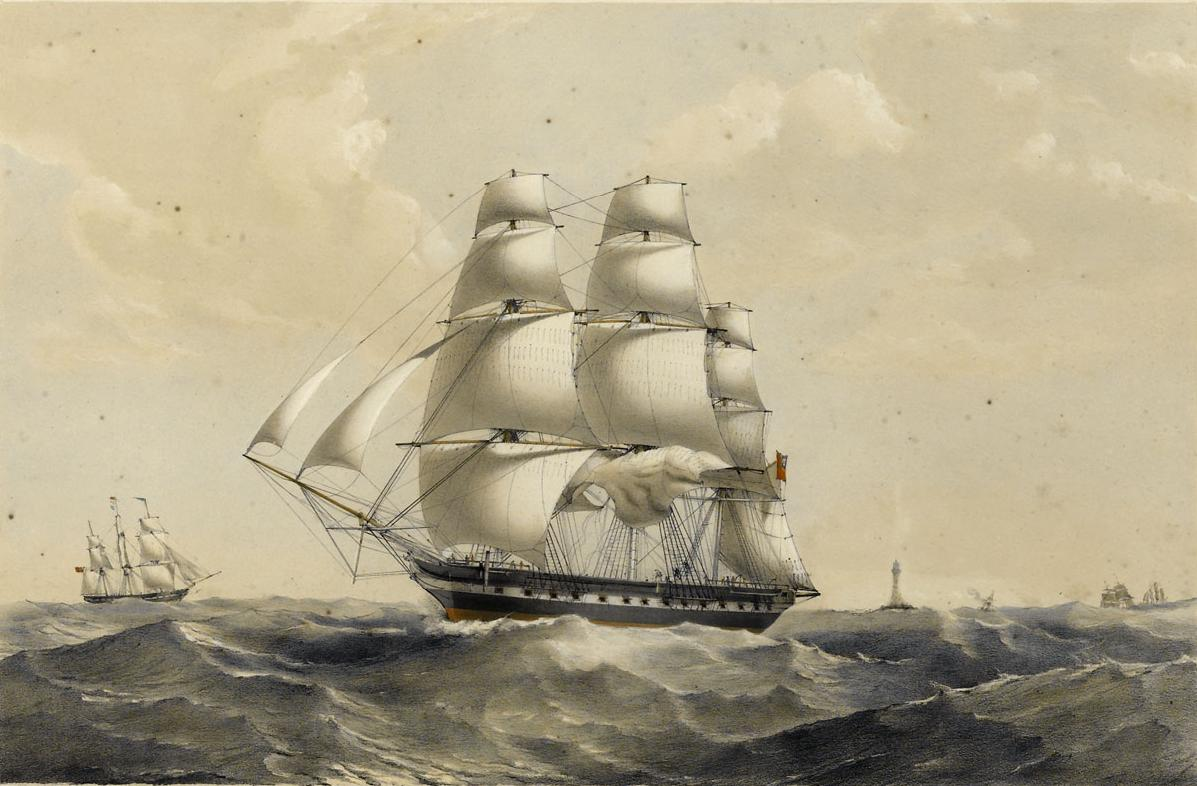
Le Madagascar vers 1853.

Le Madagascar est un navire de commerce britannique à trois-mâts construit en 1837 par l’entreprise Wigram & Green au chantier naval Blackwall Yard. Cet Indiaman fait partie d’une série de sister-ships dite « frégate Blackwall (en) ».
Après avoir servi sur les lignes vers l'Inde, le navire est réaffecté au transport de passagers vers l'Australie, alors colonie britannique.

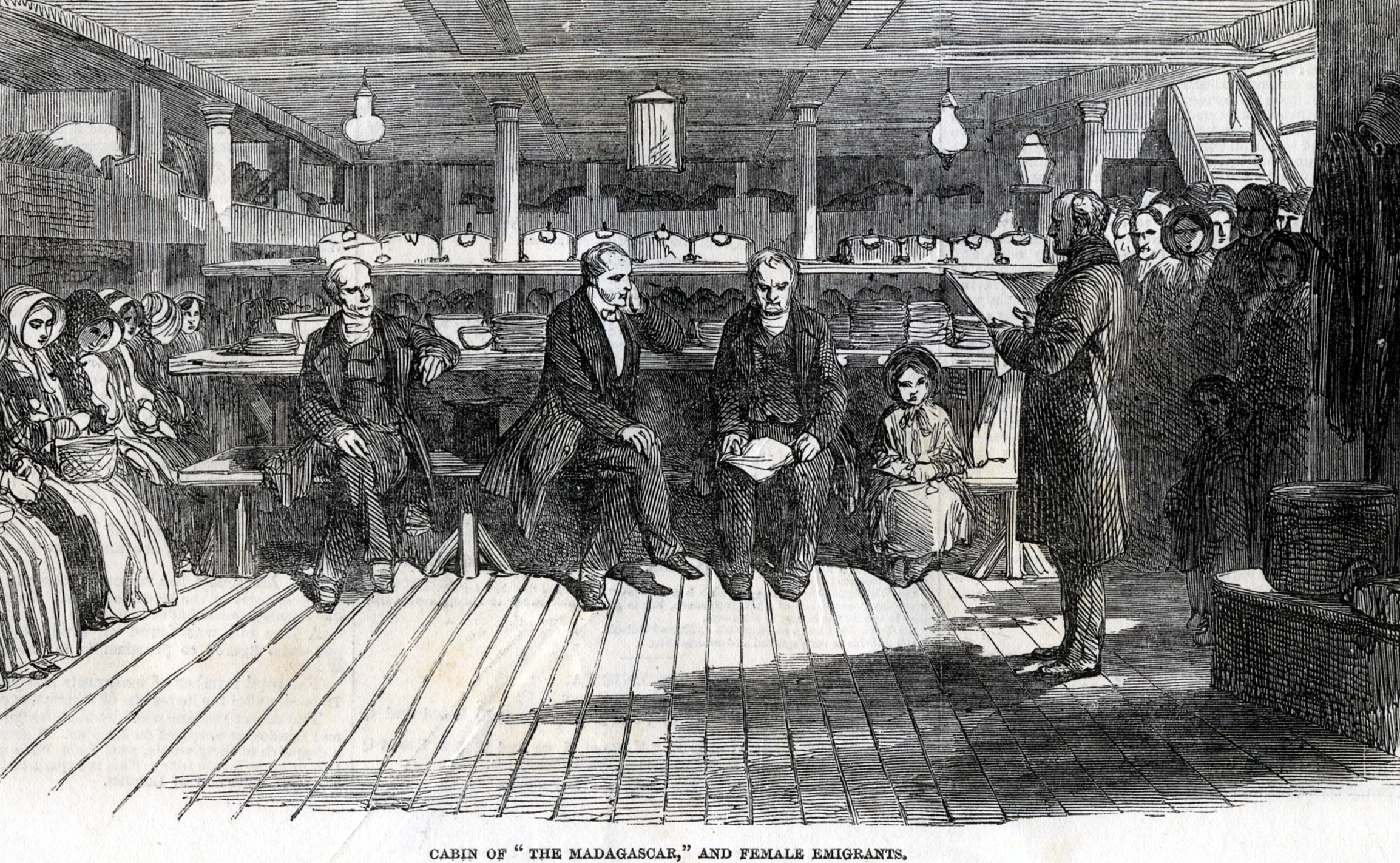
Passagers à bord du Madagascar, en 1853.

Lors de sa dernière traversée en 1853, le Madagascar a acheminé des immigrants en provenance d'Europe, puis a appareillé du port de Melbourne le 12 août pour rejoindre Londres, avec à son bord 110 passagers et 43 membres d’équipage, dont beaucoup de prospecteurs d’or revenant des célèbres « Champs d’or » de la province de Victoria (la « Ruée sur l’or » des Goldfields avait commencé deux ans plus tôt).

## La mystérieuse disparition duMadagascaret de sa cargaison d'or
Le bateau transportait dans ses cales une cargaison d'une immense valeur, notamment 86 caisses en bois remplies de poudre et de pépites d’or destiné aux banques anglaises : 68 390 onces du précieux métal — soit environ deux tonnes —, auxquels s’ajoutent quelque 60 000 souverains en or et l’or des passagers transporté dans leurs bagages personnels, le tout pour une valeur estimée à 500 000 livres sterling de l’époque, soit environ 100 millions d’euros actuel.
Le bateau s’est éloigné de la côte cap à l’est et a entamé sa traversée sous bonne brise ; depuis lors, personne ne l’a plus jamais revu… Onze mois plus tard, en juillet 1854, le Madagascar a été officiellement déclaré perdu par les compagnies britanniques qui en assuraient la cargaison… « a total loss », selon l'expression consacrée.

## Les hypothèses en présence
Assez vite, plusieurs hypothèses ont été avancées pour tenter d’expliquer la disparition du Madagascar. 
Pendant quelque temps, la nouvelle a couru que le Madagascar aurait connu une traversée très difficile du cap Horn avant d’être contraint de se dérouter sur Rio de Janeiro ; en fait, cette rumeur est née d’une confusion avec un autre bateau, le navire de guerre britannique à vapeur HMS Madagascar, dont la carrière est parfaitement connue. À l’époque des faits, ce navire avait comme port d’attache Rio, d’où la confusion née dans l’esprit de certains qui ne dura que l’espace de quelques semaines…
D’après une  autre rumeur, le Madagascar aurait heurté un iceberg et aurait coulé. Ou bien il aurait été envoyé par le fond par un navire de guerre russe croisant sa route… Là encore toutes ces allégations se sont révélées sans fondement. 
Une autre hypothèse — très vite répandue et qui perdure encore — impute la disparition du Madagascar à une mutinerie et/ou à un acte de piraterie. On en trouve deux variantes principales.
Dans la première variante, les instigateurs de la mutinerie seraient un ou deux membres rescapés d’une bande de braqueurs ayant participé, peu de temps auparavant, à l’attaque d’un important chargement d’or en provenance des mines de Ballarat (la célèbre affaire du McIvor Goldfield robbery). Mais, grâce à une enquête rapide de la police, toute la bande fut officiellement arrêtée dans les semaines qui suivirent, dont une partie il est vrai à bord du Madagascar la veille même de son appareillage. Après la disparition du navire, l’opinion publique cherchant une explication plausible émit donc l’hypothèse qu’un ou deux bandits de la célèbre bande avait dû échapper aux griffes de la police lors de l’arrestation à bord et, malgré le risque et désireux d’accroitre encore leur pécule, ils auraient une fois en pleine mer massacré à eux seuls les quelque 150 personnes présentes à bord afin de s’approprier l’énorme richesse que transportait le navire.
Dans la seconde variante, le Madagascar aurait été suivi dès son appareillage de Melbourne par un navire pirate puis, une fois en pleine mer, attaqué par des complices infiltrés à bord parmi les membres d’équipage et les passagers. Après l'exécution des passagers, les pirates auraient ensuite fait route vers une destination inconnue mais dont le grand historien australien Jack Loney soutient, dans un de ses ouvrages, qu’il s’agirait d’une île des mers du Sud.
Les enquêtes menées à l’époque et les recherches effectuées depuis lors n’ont jamais permis d’élucider le mystère de cette étrange disparition, considérée comme un des plus grands mystères maritimes du XIXe siècle, après la célèbre affaire de la Mary Celeste.

## La découverte de l'épave duMadagascaren 2009
Un site américain relate que l'épave du Madagascar aurait été découverte et identifiée en 2009 par une équipe internationale de chercheurs. D'après le site, cette découverte doit faire l'objet d'un documentaire réalisé à l'occasion du 160e anniversaire de la disparition de ce célèbre bateau.